# Панда против ванземаљаца
Панда против ванземаљаца (енгл. Panda vs. Aliens) је рачунарски-анимиран научнофантастични филм из 2019. године. Филм приказује The Unknowns, чуји су ликови лиценцирани од стране Стен Лијевог POW! Entertainment-а.

## Синопис
Група ванземаљаца покушава да освоји нове светове обраћајући посебну пажњу на Земљу, након што је видела сателитске снимке ТВ емисије моћног панде, Пандија.

## Објављивање
Филм је објављен на Комик Кону. Modern Cinema Group је потписала уговор да суфинансира филм са Стен Лијем који је био извршни продуцент.
Филм је продуциран од стране China's Yisang Media и Los Angeles-Beijing Studios (LABS).
Филм је објављен 9. априла 2019. године. Филм ће поштовати последње муке Стен Лија.